# Alfredo Ovando Candía
Alfredo Ovanda Candia (ur. 6 ketnia 1918, zm. 24 stycznia 1982), generał armii Boliwii, dyktator.

## Życiorys
Od 26 maja 1965 do 2 stycznia 1966 współprzewodniczył (razem z Rene Barrientosem) juncie wojskowej (był 56. szefem państwa). Od 2 stycznia do 6 sierpnia 1966 sprawował urząd prezydenta. W latach 1966–1969 był naczelnym dowódcą sił zbrojnych. W 1969 dokonał zamachu stanu i objął urząd prezydenta w dniu 26 września 1969. 6 października 1970 stracił urząd na skutek przewrotu wojskowego.